# 1984年のバレーボール
1984年のバレーボール（1984ねんのバレーボール）では、1984年（昭和59年）のバレーボール関連の出来事をまとめる。

## できごと
- ルール改正で、サーブのブロックが禁止される。
- 3月 - 春の高校バレー女子準決勝で、共栄学園が八王子実践の連勝を105で止める。
- 4月 - テレビアニメ「アタッカーYOU!」（テレビ東京）が放送開始。
- 7月 - テレビドラマ「父さんお帰りなさい 〜不滅の名セッター猫田に捧げる妻からの金メダル〜」（TBS）が放送。
- 8月 - ロサンゼルス五輪にて、田中幹保と下村英士が、ドーピング疑惑で失格となる（マッサージ師に処方された葛根湯に含まれていた麻黄に、IOCで禁止となっているエフェドリンが含まれていたため）。
- 第1回ネイションズカップ（現・モントルーバレーマスターズ）が開催。
- 第19回FIVB総会が開催され、ルーベン・アコスタが2代目FIVB会長に就任することが決定。FIVB本部が、フランス・パリからスイス・ローザンヌに移転。
- FIVB加盟（その20） - サモア、サントメ・プリンシペ、ジブチ、ジブラルタル、スワジランド、タンザニア、バミューダ諸島、ブータン、ベリーズ、マラウイ、マルタ、モルディブの12カ国。

## 国際大会
- ロサンゼルス五輪
  - 男子
    - 金メダル： アメリカ合衆国
    - 銀メダル： ブラジル
    - 銅メダル： イタリア

  - 女子
    - 金メダル： 中国
    - 銀メダル： アメリカ合衆国
    - 銅メダル： 日本

## 国内大会

### 日本
- 第17回日本リーグ
  - 男子
    - 1位：富士フイルム（17勝4敗）
    - 2位：新日本製鉄（15勝6敗）
    - 3位：松下電器（13勝8敗）
    - MVP：山田修司

  - 女子
    - 1位：日立（21勝）
    - 2位：東洋紡（18勝3敗）
    - 3位：イトーヨーカドー（13勝8敗）
    - MVP：江上由美

- 第33回黒鷲旗全日本選手権
  - 男子
    - 1位：新日鉄
    - 2位：富士フイルム
    - 3位：松下電器
    - 黒鷲賞：岩田稔

  - 女子
    - 1位：日立
    - 2位：東洋紡
    - 3位：ダイエー
    - 黒鷲賞：森田貴美枝

## 誕生
1月
- 1月9日 - 石島雄介
- 1月22日 - 徳川恵理
- 1月27日 - 三上彩
- 1月27日 - ユーリー・ベレジュコ
- 1月29日 - ワレーリヤ・コロテンコ
- 1月30日 - 福田舞

2月
- 2月1日 - 山内隆宏
- 2月8日 - マノン・フリール
- 2月17日 - ユリア・メルクロワ

3月
- 3月2日 - 平安座あきな
- 3月9日 - ロベルト・クロム
- 3月16日 - キム・ヘラン

4月
- 4月6日 - 今西郁瑠
- 4月15日 - 平井香菜子
- 4月16日 - 今野加奈子
- 4月22日 - 佐藤和哉
- 4月26日 - 井上崇昭

5月
- 5月8日 - 竹井浩太
- 5月12日 - 王金剛
- 5月14日 - アンナ・ヴェルブリンスカ
- 5月15日 - 細田絵理
- 5月19日 - 齊木美香
- 5月21日 - 白澤健児
- 5月23日 - 河村聖子
- 5月26日 - 小野優美子

6月
- 6月6日 - ウィラワン・アピヤポン
- 6月12日 - 大竹貴久
- 6月12日 - 高橋和人
- 6月19日 - 大山加奈
- 6月19日 - フェリッペ・フォンテレス
- 6月25日 - シダルカ・ヌネス
- 6月25日 - 渡邊絢子
- 6月30日 - 越川優
- 6月30日 - 三上圭治郎

7月
- 7月5日 - 餅田千佳
- 7月10日 - 有田沙織
- 7月11日 - 橋本直子
- 7月13日 - ピエール・ピュジョル
- 7月19日 - 志賀崇
- 7月20日 - 富松崇彰
- 7月24日 - デビー・スタム
- 7月31日 - 栗原恵
- 7月31日 - 後藤幸樹

8月
- 8月3日 - 荒木絵里香
- 8月6日 - マーヤ・オグニェノビッチ
- 8月11日 - 二木健太
- 8月15日 - 内藤絵莉香
- 8月19日 - アハメド・サラーハ
- 8月20日 - 丸山祥二
- 8月27日 - 秋山美幸
- 8月27日 - 金子隆行
- 8月29日 - 米山裕太
- 8月30日 - 古賀幸一郎

9月
- 9月5日 - ハン・ソンイ
- 9月12日 - 古舘歩
- 9月17日 - 宣美幸
- 9月21日 - 神田聖馬
- 9月23日 - マテイ・カジースキ

10月
- 10月9日 - ティナ・ゴーラン
- 10月9日 - ヴァレンティーナ・フィオリン
- 10月16日 - 藤崎朱里

11月
- 11月9日 - スザナ・チェービッチ
- 11月30日 - 和田絵美子

12月
- 12月2日 - ナタリア・マーマドワ
- 12月28日 - ロシル・カルデロン